# Clochette (liturgie)

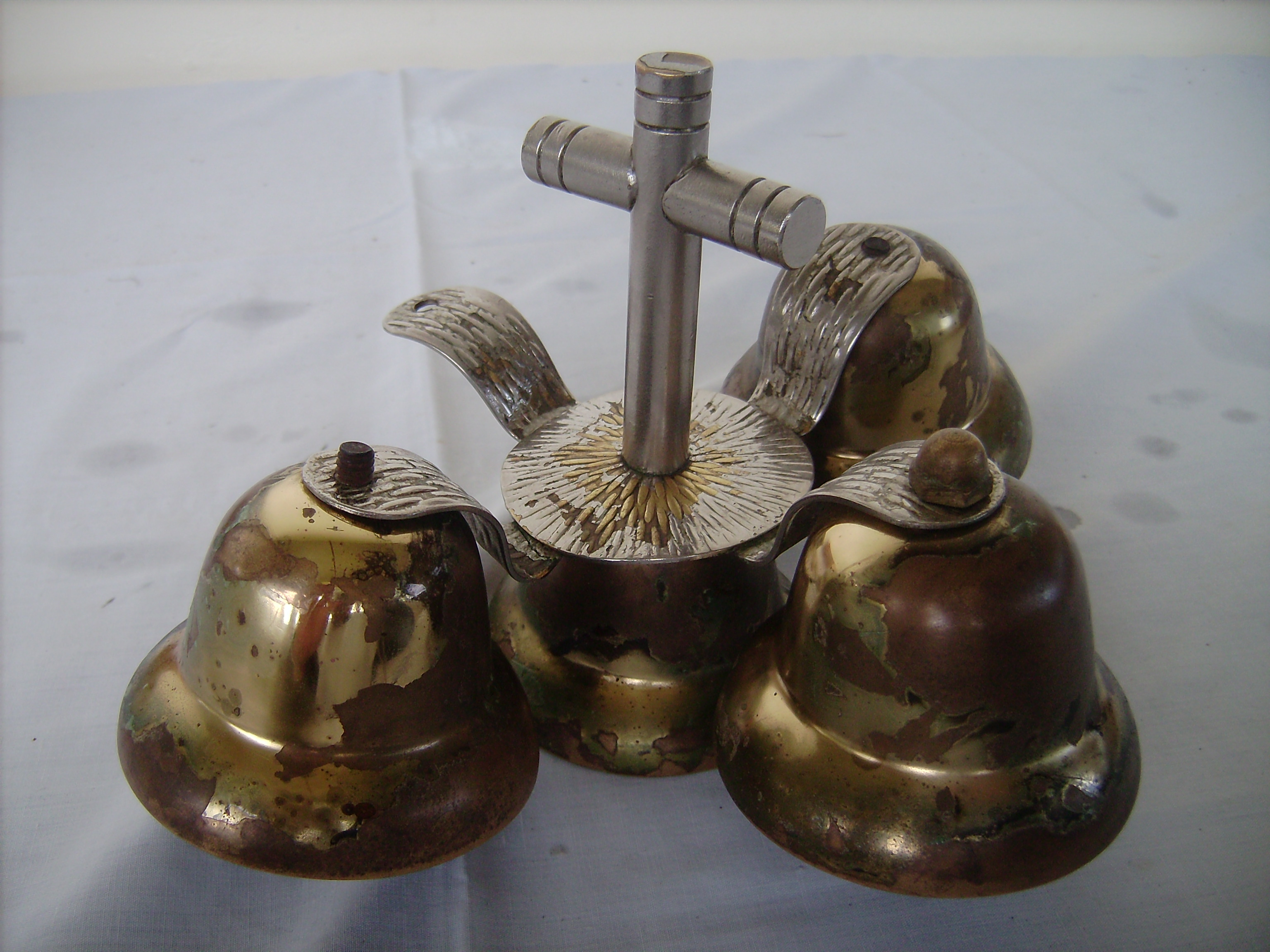
Sonnettes avec une poignée en forme de croix

Les clochettes ou sonnettes dans la messe de rite catholique servent, au moment où le servant de messe ou l'enfant de chœur les fait sonner, à rappeler de s'agenouiller ou de s'incliner devant un objet saint comme lorsque le célébrant élève le Corps du Christ ou le calice contenant le Précieux Sang. Elles sont composées de trois ou quatre clochettes, ce qui les distingue de la cloche de sacristie, appelée aussi cloche de chœur, composée que d'une seule clochette.

## Description
Dans la nouvelle liturgie, mise en place après le concile Vatican II, leur usage est réduit, voire supprimé. La messe étant désormais célébrée en langue vulgaire les fidèles sont censés mieux comprendre le moment où ils doivent s'incliner.
Le tintinnabule est une clochette liturgique sur un support portatif et constitue, avec l'ombrellino, l'un des emblèmes distinctifs des basiliques. 